# Славко Чолић
Славко Чолић (Јарковац, 20. октобар 1918 — Београд, 21. јун 1993) је био учесник Шпанског грађанског рата из Војводине.

## Биографија
Студирао технику. Члан Савеза комунистичке омладине Југославије постао 1936. године док је био на студијама у Прагу. У Шпанију дошао из Чехословачке 12. јула 1937, и распоређен је у противтенковску батерију 13. бригаде. Касније прекомандован у 129. бригаду. На фронту провео дванаест месеци. Члан КП Шпаније постао 18. фебруара 1938. године. Након евакуације Шпанске републиканске армије 1939. у Француску интерниран у логор Сан Сиприен, а потом у Гирс.
Умро 21. јуна 1993. у Београду.